# Atletismo nos Jogos Pan-Americanos de 2011 - Salto em distância masculino
A competição do salto em distância masculino foi um dos eventos do atletismo nos Jogos Pan-Americanos de 2011, em Guadalajara. Foi disputada no Estádio Telmex de Atletismo entre os dias 24 e 25 de outubro.
Originalmente o venezuelano Víctor Castillo havia conquistado a medalha de ouro, mas foi desclassificado em 9 de novembro de 2011 por testar positivo no exame antidoping para a substância metilhexanamina.

## Calendário
Horário local (UTC-6).
| Data          | Horário | Fase         |
| ------------- | ------- | ------------ |
| 24 de outubro | 15:25   | Qualificação |
| 25 de outubro | 17:05   | Final        |

## Medalhistas
| Ouro   | CHI Daniel Pineda |
| Prata  | DMA David Registe |
| Bronze | USA Jeremy Hicks  |

## Recordes
Recordes mundial e pan-americano antes da disputa dos Jogos Pan-Americanos de 2011.
| Tipo                             | Atleta      | Marca  | Local        | Data                 |
| -------------------------------- | ----------- | ------ | ------------ | -------------------- |
|                                  | Mike Powell | 8,95 m | Tóquio       | 30 de agosto de 1991 |
| Recorde dos Jogos Pan-Americanos | Carl Lewis  | 8,75 m | Indianápolis | 16 de agosto de 1987 |

## Resultados

### Qualificação
Os atletas que alcançaram a distância de 7,80 metros ou os 12 melhores atletas, se classificaram para as finais.
| Pos. | Grupo | Atleta           | País                         | 1    | 2    | 3    | Resultado | Obs.            |
| ---- | ----- | ---------------- | ---------------------------- | ---- | ---- | ---- | --------- | --------------- |
| 1    | B     | David Registe    | DMA Dominica                 | 7.53 | 7.60 | 7.88 | 7.88      | Q               |
| 2    | B     | Collister Fahie  | ISV Ilhas Virgens Americanas | 7.87 |      |      | 7.87      | Q               |
| 3    | B     | Jorge McFarlane  | PER Peru                     | 7.83 |      |      | 7.83      | Q               |
| 4    | B     | Emiliano Lasa    | URU Uruguai                  | 7.81 |      |      | 7.81      | Q,              |
| 5    | A     | Daniel Pineda    | CHI Chile                    | 7.77 | 7.70 | x    | 7.77      | q               |
| 6    | A     | Víctor Castillo  | VEN Venezuela                | 7.30 | 7.75 | –    | 7.75      | q               |
| 7    | B     | Rudon Bastian    | BAH Bahamas                  | 7.55 | 7.69 | 7.73 | 7.73      | q,              |
| 8    | A     | Marcos Amalbert  | PUR Porto Rico               | 7.71 | 7.64 | –    | 7.71      | q               |
| 9    | B     | Randall Flimmons | USA Estados Unidos           | 7.69 | 7.67 | 7.52 | 7.69      | q               |
| 10   | A     | Hugo Chila       | ECU Equador                  | 7.51 | 7.31 | 7.63 | 7.63      | q               |
| 11   | B     | Carl Morgan      | CAY Ilhas Cayman             | 7.52 | 7.54 | 7.42 | 7.54      | q               |
| 12   | A     | Jeremy Hicks     | USA Estados Unidos           | x    | x    | 7.53 | 7.53      | q               |
| 13   | A     | Rogério Bispo    | BRA Brasil                   | 7.51 | 7.48 | 7.48 | 7.51      |                 |
| 14   | B     | Herbert McGregor | JAM Jamaica                  | 7.46 | 7.06 | 7.24 | 7.46      |                 |
| 15   | A     | Vicente Ríos     | MEX México                   | 7.38 | x    | 7.42 | 7.42      |                 |
| 16   | B     | Kenneth Brackett | BIZ Belize                   | 6.61 | 7.32 | x    | 7.32      | Recorde pessoal |
| 17   | A     | Leon Hunt        | ISV Ilhas Virgens Americanas | 7.01 | 7.12 | 7.31 | 7.31      |                 |
| 18   | B     | Kessel Campbell  | HON Honduras                 | x    | 7.29 | x    | 7.29      |                 |
| 19   | B     | Miguel Hernández | MEX México                   | x    | 7.16 | 7.23 | 7.23      |                 |
| 20   | A     | Júnior Díaz      | CUB Cuba                     | 7.09 | 7.21 | 7.07 | 7.21      |                 |
| 21   | A     | Jevonte Croal    | IVB Ilhas Virgens Britânicas | x    | 6.70 | 6.57 | 6.70      |                 |
| 22   | A     | Carlos Morgan    | CAY Ilhas Cayman             | x    | 6.65 | x    | 6.65      |                 |

### Final
| Pos.              | Atleta           | País                         | 1    | 2    | 3    | 4    | 5    | 6    | Resultados | Obs. |
| ----------------- | ---------------- | ---------------------------- | ---- | ---- | ---- | ---- | ---- | ---- | ---------- | ---- |
| Medalha de ouro   | Daniel Pineda    | CHI Chile                    | 7.59 | x    | x    | 7.97 | x    | 7.49 | 7.97       |      |
| Medalha de prata  | David Registe    | DMA Dominica                 | 7.27 | 7.89 | 7.70 | 7.75 | 7.52 | 7.68 | 7.89       |      |
| Medalha de bronze | Jeremy Hicks     | USA Estados Unidos           | 7.55 | 7.83 | 7.59 | 7.44 | 7.79 | 7.66 | 7.83       |      |
| 4                 | Jorge McFarlane  | PER Peru                     | 7.56 | x    | x    | 7.78 | x    | 7.70 | 7.78       |      |
| 5                 | Emiliano Lasa    | URU Uruguai                  | 7.73 | 7.58 | 7.49 | 7.40 | 7.43 | 7.47 | 7.73       |      |
| 6                 | Randall Flimmons | USA Estados Unidos           | 7.71 | x    | x    | x    | 7.68 | 7.58 | 7.71       |      |
| 7                 | Rudon Bastian    | BAH Bahamas                  | 7.62 | 7.32 | 7.49 | x    | 7.28 | 7.21 | 7.62       |      |
| 8                 | Collister Fahie  | ISV Ilhas Virgens Americanas | x    | x    | 7.46 |      |      |      | 7.46       |      |
| 9                 | Carl Morgan      | CAY Ilhas Cayman             | x    | 7.38 | 6.97 |      |      |      | 7.38       |      |
| 10                | Hugo Chila       | ECU Equador                  | 7.33 | 7.14 | x    |      |      |      | 7.33       |      |
| 11                | Marcos Amalbert  | PUR Porto Rico               | x    | 7.31 | x    |      |      |      | 7.31       |      |
|                   | Víctor Castillo  | VEN Venezuela                | 8.05 | x    | x    | 7.74 | x    | –    | 8.05       | DSQ  |

Legenda
| Recorde mundial                  | Recorde mundial (World record)               |                       | Recorde africano                      | Recorde africano (African) |                                           | Q | Classificado por posição (Qualified) |
| Recorde dos Jogos Pan-Americanos | Recorde pan-americano (Pan-American record)  | Recorde da América    | Recorde da América (Americas)         | q                          | Classificado por melhor tempo (Qualified) |   |                                      |
| Melhor marca do ano              | Melhor marca do ano (World leading)          | Recorde asiático      | Recorde asiático (Asian)              | DNS                        | Não largou (Did not start)                |   |                                      |
| Recorde nacional                 | Recorde nacional (National record)           | Recorde europeu       | Recorde europeu (European)            | DNF                        | Não terminou (Did not finish)             |   |                                      |
| Recorde pessoal                  | Recorde pessoal do atleta (Personal best)    | Recorde da Oceania    | Recorde da Oceania (Oceania)          | DSQ / DQ                   | Desclassificado (Disqualified)            |   |                                      |
| Recorde da temporada             | Recorde da temporada do atleta (Season best) | Recorde sul-americano | Recorde sul-americano (South America) | NM                         | Sem marca (No mark)                       |   |                                      |